# Muskelgrupp
Muskelgrupp är en av ingående muskler i en rörelse. För varje rörelse som kroppen gör är det inte bara en muskel som ser till att rörelsen utförs, men det finns nästan alltid en som står för det huvudsakliga arbetet. Beroende på hur rörelsen utförs får vissa muskler anstränga sig mer för att utmärka rörelsen. Inom begreppet styrketräning sett. De övningar som aktiverar ett stort antal axlar i en muskelgrupp brukar kallas basövningar och anses var bra för de som motionerar i största allmänhet. Ytterligare muskler som inte direkt tränas i en övning brukar kallas synergister och har oftast en balanserande roll i en övning, eller rörelse. Dessa musklers utveckling spelar stor roll då det gäller som en led i skelettet behöver.

## Lista över muskelgrupper
- Iliopsoas
- Quadriceps
- Adductorerna
- Hamstrings (Ischiocrurala musklerna)
- Erector Spinae (Samlingsnamn för ryggens egentliga muskler)
- Rectus abdominis (Abdominala Muskulaturen)